# Lista das maiores histórias de amor do cinema estadunidense segundo o American Film Institute
Parte integrante da série de listas lançadas pelo Instituto Americano de Cinema para comemorar os 100 anos do cinema, a lista AFI's 100 Years... 100 Passions – 100 Anos... 100 Paixões. A lista reune as 100 maiores histórias de amor do cinema estadunidense, seguindo determinados critérios. A lista foi liberada em 11 de junho de 2002.
Cary Grant e Katharine Hepburn são os atores que aparecem mais vezes na lista, com seis filmes cada. Eles co-estrelaram em dois deles – "Bringing Up Baby" (1938) e "The Philadelphia Story" (1940). Audrey Hepburn e Humphrey Bogart têm cada um cinco filmes na lista. Eles co-estrelaram em "Sabrina" (1954).

## A lista
| Nº  | Título original                   | Título em português                                                          | Ano  | Diretor/realizador                            | Atores                                                            |
| --- | --------------------------------- | ---------------------------------------------------------------------------- | ---- | --------------------------------------------- | ----------------------------------------------------------------- |
| 01  | Casablanca                        | Casablanca (BR/PT)                                                           | 1942 | Michael Curtiz                                | Ingrid Bergman Humphrey Bogart                                    |
| 02  | Gone with the Wind                | ...E o Vento Levou (BR)E Tudo o Vento Levou (PT)                             | 1939 | Victor Fleming                                | Vivien Leigh Clark Gable                                          |
| 03  | West Side Story                   | Amor, Sublime Amor (BR)West Side Story – Amor Sem Barreiras (PT)             | 1961 | Robert Wise Jerome Robbins                    | Natalie Wood Richard Beymer                                       |
| 04  | Roman Holiday                     | A Princesa e o Plebeu (BR)Férias em Roma (PT)                                | 1953 | William Wyler                                 | Audrey Hepburn Gregory Peck                                       |
| 05  | An Affair to Remember             | Tarde Demais Para Esquecer (BR)O Grande Amor da Minha Vida (PT)              | 1957 | Leo McCarey                                   | Deborah Kerr Cary Grant                                           |
| 06  | The Way We Were                   | Nosso Amor de Ontem (BR)O Nosso Amor de Ontem (PT)                           | 1973 | Sydney Pollack                                | Barbra Streisand Robert Redford                                   |
| 07  | Doctor Zhivago                    | Doutor Jivago (BR/PT)                                                        | 1965 | David Lean                                    | Julie Christie Geraldine Chaplin Omar Sharif                      |
| 08  | It's a Wonderful Life             | A Felicidade Não se Compra (BR)Do Céu Caiu Uma Estrela (PT)                  | 1946 | Frank Capra                                   | Donna Reed James Stewart                                          |
| 09  | Love Story                        | Love Story: Uma História de Amor (BR)Love Story: História de Amor (PT)       | 1970 | Arthur Hiller                                 | Ali MacGraw Ryan O'Neal                                           |
| 10  | City Lights                       | Luzes da Cidade (BR/PT)                                                      | 1931 | Charlie Chaplin                               | Virginia Cherrill Charlie Chaplin                                 |
| 11  | Annie Hall                        | Noivo Neurótico, Noiva Nervosa (BR)Annie Hall (PT)                           | 1977 | Woody Allen                                   | Diane Keaton Woody Allen                                          |
| 12  | My Fair Lady                      | Minha Bela Dama (BR)A Minha Linda Lady (PT)                                  | 1964 | George Cukor                                  | Audrey Hepburn Rex Harrison                                       |
| 13  | Out of Africa                     | Entre Dois Amores (BR)África Minha (PT)                                      | 1985 | Sydney Pollack                                | Meryl Streep Robert Redford                                       |
| 14  | The African Queen                 | Uma Aventura na África (BR)A Rainha Africana (PT)                            | 1951 | John Huston                                   | Katharine Hepburn Humphrey Bogart                                 |
| 15  | Wuthering Heights                 | O Morro dos Ventos Uivantes (BR)O Monte dos Vendavais (PT)                   | 1939 | William Wyler                                 | Merle Oberon Laurence Olivier                                     |
| 16  | Singin' in the Rain               | Cantando na Chuva (BR)Serenata à Chuva (PT)                                  | 1952 | Gene Kelly Stanley Donen                      | Debbie Reynolds Gene Kelly                                        |
| 17  | Moonstruck                        | Feitiço da Lua (BR)O Feitiço da Lua (PT)                                     | 1987 | Norman Jewison                                | Cher Nicolas Cage                                                 |
| 18  | Vertigo                           | Um Corpo que Cai (BR)A Mulher que Viveu Duas Vezes (PT)                      | 1958 | Alfred Hitchcock                              | Kim Novak James Stewart                                           |
| 19  | Ghost                             | Ghost – Do Outro Lado da Vida (BR)Ghost – O Espírito do Amor (PT)            | 1990 | Jerry Zucker                                  | Demi Moore Patrick Swayze                                         |
| 20  | From Here to Eternity             | A Um Passo da Eternidade (BR)Até à Eternidade (PT)                           | 1953 | Fred Zinnemann                                | Deborah Kerr Burt LancasterDonna Reed Montgomery Clift            |
| 21  | Pretty Woman                      | Uma Linda Mulher (BR)Um Sonho de Mulher (PT)                                 | 1990 | Garry Marshall                                | Julia Roberts Richard Gere                                        |
| 22  | On Golden Pond                    | Num Lago Dourado (BR)A Casa do Lago (PT)                                     | 1981 | Mark Rydell                                   | Katharine Hepburn Henry Fonda                                     |
| 23  | Now, Voyager                      | A Estranha Passageira (BR/PT)                                                | 1942 | Irving Rapper                                 | Bette Davis Paul Henreid                                          |
| 24  | King Kong                         | King Kong (BR/PT)                                                            | 1933 | Merian C. Cooper Ernest B. Schoedsack         | Fay Wray Bruce Cabot                                              |
| 25  | When Harry Met Sally...           | Harry e Sally – Feitos Um para o Outro (BR)Um Amor Inevitável (PT)           | 1989 | Rob Reiner                                    | Meg Ryan Billy Crystal                                            |
| 26  | The Lady Eve                      | As Três Noites de Eva (BR/PT)                                                | 1941 | Preston Sturges                               | Barbara Stanwyck Henry Fonda                                      |
| 27  | The Sound of Music                | A Noviça Rebelde (BR)Música no Coração (PT)                                  | 1965 | Robert Wise                                   | Julie Andrews Christopher Plummer                                 |
| 28  | The Shop Around the Corner        | A Loja da Esquina (BR/PT)                                                    | 1940 | Ernst Lubitsch                                | Margaret Sullavan James Stewart                                   |
| 29  | An Officer and a Gentleman        | A Força do Destino (BR)Oficial e Cavalheiro (PT)                             | 1982 | Taylor Hackford                               | Debra Winger Richard Gere                                         |
| 30  | Swing Time                        | Ritmo Louco (BR/PT)                                                          | 1936 | George Stevens                                | Ginger Rogers Fred Astaire                                        |
| 31  | The King and I                    | O Rei e Eu (BR/PT)                                                           | 1956 | Walter Lang                                   | Deborah Kerr Yul Brynner                                          |
| 32  | Dark Victory                      | Vitória Amarga (BR)Vitória Negra (PT)                                        | 1939 | Edmund Goulding                               | Bette Davis Humphrey Bogart                                       |
| 33  | Camille                           | A Dama das Camélias (BR)Camille (PT)                                         | 1936 | George Cukor                                  | Greta Garbo Robert Taylor                                         |
| 34  | Beauty and the Beast              | A Bela e a Fera (BR)A Bela e o Monstro (PT)                                  | 1991 | Gary Trousdale Kirk Wise                      | Paige O'Hara Robby Benson                                         |
| 35  | Gigi                              | Gigi (BR/PT)                                                                 | 1958 | Vincente Minnelli                             | Leslie Caron Louis Jourdan                                        |
| 36  | Random Harvest                    | Na Noite do Passado (BR)A Noiva Perdida (PT)                                 | 1942 | Mervyn LeRoy                                  | Greer Garson Ronald Colman                                        |
| 37  | Titanic                           | Titanic (BR/PT)                                                              | 1997 | James Cameron                                 | Kate Winslet Leonardo DiCaprio                                    |
| 38  | It Happened One Night             | Aconteceu Naquela Noite (BR)Uma Noite Aconteceu (PT)                         | 1934 | Frank Capra                                   | Claudette Colbert Clark Gable                                     |
| 39  | An American in Paris              | Sinfonia de Paris (BR)Um Americano em Paris (PT)                             | 1951 | Vincente Minnelli                             | Leslie Caron Gene Kelly                                           |
| 40  | Ninotchka                         | Ninotchka (BR/PT)                                                            | 1939 | Ernst Lubitsch                                | Greta Garbo Melvyn Douglas                                        |
| 41  | Funny Girl                        | Funny Girl – Uma Garota Genial (BR)Funny Girl – Uma Rapariga Endiabrada (PT) | 1968 | William Wyler                                 | Barbra Streisand Omar Sharif                                      |
| 42  | Anna Karenina                     | Anna Karenina (BR/PT)                                                        | 1935 | Clarence Brown                                | Greta Garbo Fredric March                                         |
| 43  | A Star Is Born                    | Nasce Uma Estrela (BR)Assim Nasce Uma Estrela (PT)                           | 1954 | George Cukor                                  | Judy Garland James Mason                                          |
| 44  | The Philadelphia Story            | Núpcias de Escândalo (BR)Casamento Escandaloso (PT)                          | 1940 | George Cukor                                  | Katharine Hepburn Cary Grant James Stewart                        |
| 45  | Sleepless in Seattle              | Sintonia de Amor (BR/PT)                                                     | 1993 | Nora Ephron                                   | Meg Ryan Tom Hanks                                                |
| 46  | To Catch a Thief                  | Ladrão de Casaca (BR/PT)                                                     | 1955 | Alfred Hitchcock                              | Grace Kelly Cary Grant                                            |
| 47  | Splendor in the Grass             | Clamor do Sexo (BR)Esplendor na Relva (PT)                                   | 1961 | Elia Kazan                                    | Natalie Wood Warren Beatty                                        |
| 48  | Last Tango in Paris               | Último Tango em Paris (BR/PT)                                                | 1973 | Bernardo Bertolucci                           | Maria Schneider Marlon Brando                                     |
| 49  | The Postman Always Rings Twice    | O Destino Bate à Sua Porta (BR) O Destino Bate à Porta (PT)                  | 1946 | Tay Garnett                                   | Lana Turner John Garfield                                         |
| 50  | Shakespeare in Love               | Shakespeare Apaixonado (BR)A Paixão de Shakespeare (PT)                      | 1998 | John Madden                                   | Gwyneth Paltrow Joseph Fiennes                                    |
| 51  | Bringing Up Baby                  | A Levada da Breca (BR)As Duas Feras (PT)                                     | 1938 | Howard Hawks                                  | Katharine Hepburn Cary Grant                                      |
| 52  | The Graduate                      | A Primeira Noite de Um Homem (BR)A Primeira Noite (PT)                       | 1967 | Mike Nichols                                  | Katharine Ross Dustin Hoffman                                     |
| 53  | A Place in the Sun                | Um Lugar ao Sol (BR/PT)                                                      | 1951 | George Stevens                                | Elizabeth Taylor Montgomery Clift                                 |
| 54  | Sabrina                           | Sabrina (BR/PT)                                                              | 1954 | Billy Wilder                                  | Audrey Hepburn Humphrey Bogart                                    |
| 55  | Reds                              | Reds (BR/PT)                                                                 | 1981 | Warren Beatty                                 | Diane Keaton Warren Beatty                                        |
| 56  | The English Patient               | O Paciente Inglês (BR/PT)                                                    | 1996 | Anthony Minghella                             | Juliette Binoche Naveen AndrewsKristin Scott Thomas Ralph Fiennes |
| 57  | Two for the Road                  | Um Caminho Para Dois (BR)Caminho Para Dois (PT)                              | 1967 | Stanley Donen                                 | Audrey Hepburn Albert Finney                                      |
| 58  | Guess Who's Coming to Dinner      | Adivinhe Quem Vem Para Jantar (BR)Adivinha Quem Vem Jantar (PT)              | 1967 | Stanley Kramer                                | Katharine Hepburn Spencer TracyKatharine Houghton Sidney Poitier  |
| 59  | Picnic                            | Férias de Amor (BR)Piquenique (PT)                                           | 1955 | Joshua Logan                                  | Kim Novak William Holden                                          |
| 60  | To Have and Have Not              | Uma Aventura na Martinica (BR)Ter e Não Ter (PT)                             | 1944 | Howard Hawks                                  | Lauren Bacall Humphrey Bogart                                     |
| 61  | Breakfast at Tiffany's            | Bonequinha de Luxo (BR)Boneca de Luxo (PT)                                   | 1961 | Blake Edwards                                 | Audrey Hepburn George Peppard                                     |
| 62  | The Apartment                     | Se Meu Apartamento Falasse (BR)O Apartamento (PT)                            | 1960 | Billy Wilder                                  | Shirley MacLaine Jack Lemmon                                      |
| 63  | Sunrise                           | Aurora (BR/PT)                                                               | 1927 | F. W. Murnau                                  | Janet Gaynor Margaret Livingston George O'Brien                   |
| 64  | Marty                             | Marty (BR)                                                                   | 1955 | Delbert Mann                                  | Betsy Blair Ernest Borgnine                                       |
| 65  | Bonnie and Clyde                  | Bonnie e Clyde – Uma Rajada de Bala (BR)Bonnie e Clyde (PT)                  | 1967 | Arthur Penn                                   | Faye Dunaway Warren Beatty                                        |
| 66  | Manhattan                         | Manhattan (BR/PT)                                                            | 1979 | Woody Allen                                   | Diane Keaton Woody Allen                                          |
| 67  | A Streetcar Named Desire          | Uma Rua Chamada Pecado (BR)Um Eléctrico Chamado Desejo (PT)                  | 1951 | Elia Kazan                                    | Vivien Leigh Marlon Brando                                        |
| 68  | What's Up, Doc?                   | Essa Pequena é Uma Parada (BR)Que se Passa, Doutor? (PT)                     | 1973 | Peter Bogdanovich                             | Barbra Streisand Ryan O'Neal                                      |
| 69  | Harold and Maude                  | Ensina-Me a Viver (BR/PT)                                                    | 1971 | Hal Ashby                                     | Ruth Gordon Bud Cort                                              |
| 70  | Sense and Sensibility             | Razão e Sensibilidade (BR)Sensibilidade e Bom Senso (PT)                     | 1995 | Ang Lee                                       | Emma Thompson Hugh GrantKate Winslet Alan Rickman                 |
| 71  | Way Down East                     | Inocente Pecadora (BR)Way Down East (PT)                                     | 1920 | D. W. Griffith                                | Lillian Gish Richard Barthelmess                                  |
| 72  | Roxanne                           | Roxanne (BR/PT)                                                              | 1987 | Fred Schepisi                                 | Daryl Hannah Steve Martin                                         |
| 73  | The Ghost and Mrs. Muir           | O Fantasma Apaixonado (BR/PT)                                                | 1947 | Joseph L. Mankiewicz                          | Gene Tierney Rex Harrison                                         |
| 74  | Woman of the Year                 | A Mulher do Dia (BR)                                                         | 1942 | George Stevens                                | Katharine Hepburn Spencer Tracy                                   |
| 75  | The American President            | Meu Querido Presidente (BR)Uma Noite com o Presidente (PT)                   | 1995 | Rob Reiner                                    | Annette Bening Michael Douglas                                    |
| 76  | The Quiet Man                     | Depois do Vendaval (BR)O Homem Tranquilo (PT)                                | 1952 | John Ford                                     | Maureen O'Hara John Wayne                                         |
| 77  | The Awful Truth                   | Cupido é Moleque Teimoso (BR)Com a Verdade Me Enganas (PT)                   | 1937 | Leo McCarey                                   | Irene Dunne Cary Grant                                            |
| 78  | Coming Home                       | Amargo Regresso (BR)O Regresso dos Heróis (PT)                               | 1978 | Hal Ashby                                     | Jane Fonda Jon Voight                                             |
| 79  | Jezebel                           | Jezebel (BR)Jezebel, a Insubmissa (PT)                                       | 1938 | William Wyler                                 | Bette Davis Henry Fonda                                           |
| 80  | The Sheik                         | O Sheik (BR)                                                                 | 1921 | George Melford                                | Agnes Ayres Rudolph Valentino                                     |
| 81  | The Goodbye Girl                  | A Garota do Adeus (BR)Não Há Dois, Sem Três (PT)                             | 1977 | Herbert Ross                                  | Marsha Mason Richard Dreyfuss                                     |
| 82  | Witness                           | A Testemunha (BR/PT)                                                         | 1985 | Peter Weir                                    | Kelly McGillis Harrison Ford                                      |
| 83  | Morocco                           | Marrocos (BR/PT)                                                             | 1930 | Josef von Sternberg                           | Marlene Dietrich Gary Cooper                                      |
| 84  | Double Indemnity                  | Pacto de Sangue (BR)Pagos a Dobrar (PT)                                      | 1944 | Billy Wilder                                  | Barbara Stanwyck Fred MacMurray                                   |
| 85  | Love Is a Many-Splendored Thing   | Suplício de Uma Saudade (BR)A Colina da Saudade (PT)                         | 1955 | Henry King                                    | Jennifer Jones William Holden                                     |
| 86  | Notorious                         | Interlúdio (BR)Difamação (PT)                                                | 1946 | Alfred Hitchcock                              | Ingrid Bergman Cary Grant                                         |
| 87  | The Unbearable Lightness of Being | A Insustentável Leveza do Ser (BR/PT)                                        | 1988 | Philip Kaufman                                | Juliette Binoche Daniel Day-Lewis                                 |
| 88  | The Princess Bride                | A Princesa Prometida (BR/PT)                                                 | 1987 | Rob Reiner                                    | Robin Wright Cary Elwes                                           |
| 89  | Who's Afraid of Virginia Woolf?   | Quem Tem Medo de Virginia Woolf? (BR/PT)                                     | 1966 | Mike Nichols                                  | Elizabeth Taylor Richard BurtonSandy Dennis George Segal          |
| 90  | The Bridges of Madison County     | As Pontes de Madison (BR)As Pontes de Madison County (PT)                    | 1995 | Clint Eastwood                                | Meryl Streep Clint Eastwood                                       |
| 91  | Working Girl                      | Uma Secretária de Futuro (BR)Uma Mulher de Sucesso (PT)                      | 1988 | Mike Nichols                                  | Melanie Griffith Harrison Ford                                    |
| 92  | Porgy and Bess                    | Porgy e Bess (BR)                                                            | 1959 | Otto Preminger                                | Dorothy Dandridge Sidney Poitier                                  |
| 93  | Dirty Dancing                     | Dirty Dancing – Ritmo Quente (BR)Dança Comigo (PT)                           | 1987 | Emile Ardolino                                | Jennifer Grey Patrick Swayze                                      |
| 94  | Body Heat                         | Corpos Ardentes (BR)Noites Escaldantes (PT)                                  | 1981 | Lawrence Kasdan                               | Kathleen Turner William Hurt                                      |
| 95  | Lady and the Tramp                | A Dama e o Vagabundo (BR/PT)                                                 | 1955 | Wilfred Jackson Hamilton Luske Clyde Geronimi | Barbara Luddy Larry Roberts                                       |
| 96  | Barefoot in the Park              | Descalços no Parque (BR/PT)                                                  | 1967 | Gene Saks                                     | Jane Fonda Robert Redford                                         |
| 97  | Grease                            | Grease – Nos Tempos de Brilhantina (BR)Grease – Brilhantina (PT)             | 1978 | Randal Kleiser                                | Olivia Newton-John John Travolta                                  |
| 98  | The Hunchback of Notre Dame       | O Corcunda de Notre-Dame (BR)Nossa Senhora de Paris (PT)                     | 1939 | William Dieterle                              | Maureen O'Hara Charles Laughton                                   |
| 99  | Pillow Talk                       | Confidências à Meia-Noite (BR)Conversa de Travesseiro (PT)                   | 1959 | Michael Gordon                                | Doris Day Rock Hudson                                             |
| 100 | Jerry Maguire                     | Jerry Maguire – A Grande Virada (BR)Jerry Maguire (PT)                       | 1996 | Cameron Crowe                                 | Renée Zellweger Tom Cruise                                        |

## Critérios
- Longa-metragem de ficção: O filme deve ser em formato narrativo, normalmente com mais de 60 minutos de duração.
- Filme estadunidense: O filme deve estar no idioma inglês com elementos de produção criativos e/ou financeiros significativos dos Estados Unidos.
- História de amor: Independentemente do gênero, deve haver um vínculo romântico entre dois ou mais personagens, cujas ações e/ou intenções fornecem o cerne da narrativa do filme.
- Legado: Filmes cuja "paixão" enriqueceu o cinema e a herança cultural dos Estados Unidos, continuando a inspirar artistas e audiências contemporâneas.